# Список столиць країн світу
Це алфавітний список столиць світу, який можна відсортувати як за назвою столиці, так і за назвою країни чи регіону.

## Незалежнідержави-члени ООН
Станом на 1 січня 2021 року у світі визнано незалежними 194 держави: у Європі — 44, в Азії — 47, в Америці — 35, в Африці — 54, в Австралії та Океанії — 14. Єдина держава, яка визнана ООН, але не є її членом — Ватикан.
| №   | Столиця                                                                     | Країна                                     | Частина світу       | Примітки |
| --- | --------------------------------------------------------------------------- | ------------------------------------------ | ------------------- | --- |
| 1   | Абу-Дабі                                                                    | ОАЕ                                        | Азія                | |
| 2   | Абуджа                                                                      | Нігерія                                    | Африка              | Лагос був столицею з 1914 по 1991 роки. |
| 3   | Аддис-Абеба                                                                 | Ефіопія                                    | Африка              | |
| 4   | Аккра                                                                       | Гана                                       | Африка              | |
| 5   | Алжир                                                                       | Алжир                                      | Африка              | |
| 6   | Амман                                                                       | Йорданія                                   | Азія                | |
| 7   | Амстердам (де-юре) Гаага (де-факто)                                         | Нідерланди                                 | Європа              | Конституція Нідерландів визначає столицею країни місто Амстердам. Проте урядові організації (уряд, вищий суд, королівська резиденція) та дипломатичні місії перебувають у місті Гаага. |
| 8   | Андорра-ла-Велья                                                            | Андорра                                    | Європа              | |
| 9   | Анкара                                                                      | Туреччина                                  | Азія                | |
| 10  | Антананариву                                                                | Мадагаскар                                 | Африка              | |
| 11  | Апіа                                                                        | Самоа                                      | Австралія і Океанія | |
| 12  | Асмера                                                                      | Еритрея                                    | Африка              | |
| 13  | Асунсьйон                                                                   | Парагвай                                   | Америка             | |
| 14  | Афіни                                                                       | Греція                                     | Європа              | |
| 15  | Ашгабат                                                                     | Туркменістан                               | Азія                | |
| 16  | Багдад                                                                      | Ірак                                       | Азія                | |
| 17  | Баку                                                                        | Азербайджан                                | Азія                | |
| 18  | Бамако                                                                      | Малі                                       | Африка              | |
| 19  | Бангкок                                                                     | Таїланд                                    | Азія                | |
| 20  | Бангі                                                                       | Центральноафриканська Республіка           | Африка              | |
| 21  | Бандар-Сері-Бегаван                                                         | Бруней                                     | Азія                | |
| 22  | Банжул                                                                      | Гамбія                                     | Африка              | |
| 23  | Бастер                                                                      | Сент-Кіттс і Невіс                         | Америка             | |
| 24  | Бейрут                                                                      | Ліван                                      | Азія                | |
| 25  | Белград                                                                     | Сербія                                     | Європа              | |
| 26  | Бельмопан                                                                   | Беліз                                      | Америка             | |
| 27  | Берлін                                                                      | Німеччина                                  | Європа              | |
| 28  | Берн                                                                        | Швейцарія                                  | Європа              | |
| 29  | Бісау                                                                       | Гвінея-Бісау                               | Африка              | |
| 30  | Бішкек                                                                      | Киргизстан                                 | Азія                | |
| 31  | Богота                                                                      | Колумбія                                   | Америка             | |
| 32  | Браззавіль                                                                  | Республіка Конго                           | Африка              | |
| 33  | Бразиліа                                                                    | Бразилія                                   | Америка             | |
| 34  | Братислава                                                                  | Словаччина                                 | Європа              | |
| 35  | Бриджтаун                                                                   | Барбадос                                   | Америка             | |
| 36  | Брюссель                                                                    | Бельгія                                    | Європа              | Також де-факто столиця Європейський Союз. |
| 37  | Будапешт                                                                    | Угорщина                                   | Європа              | |
| 38  | Буенос-Айрес                                                                | Аргентина                                  | Америка             | |
| 39  | Бухарест                                                                    | Румунія                                    | Європа              | |
| 40  | Вадуц                                                                       | Ліхтенштейн                                | Європа              | |
| 41  | Валлетта                                                                    | Мальта                                     | Європа              | |
| 42  | Варшава                                                                     | Польща                                     | Європа              | |
| 43  | Ватикан                                                                     | Ватикан                                    | Європа              | Місто-держава. Єдина незалежна країна, що не є членом ООН |
| 44  | Вашингтон                                                                   | США                                        | Америка             | |
| 45  | Веллінгтон                                                                  | Нова Зеландія                              | Австралія і Океанія | |
| 46  | В'єнтьян                                                                    | Лаос                                       | Азія                | |
| 47  | Відень                                                                      | Австрія                                    | Європа              | |
| 48  | Вікторія                                                                    | Сейшельські Острови                        | Африка              | |
| 49  | Вільнюс                                                                     | Литва                                      | Європа              | |
| 50  | Віндгук                                                                     | Намібія                                    | Африка              | |
| 51  | Габороне                                                                    | Ботсвана                                   | Африка              | |
| 52  | Гавана                                                                      | Куба                                       | Америка             | |
| 53  | Гватемала                                                                   | Гватемала                                  | Америка             | |
| 54  | Гельсінкі                                                                   | Фінляндія                                  | Європа              | |
| 55  | Гітега                                                                      | Бурунді                                    | Африка              | Бужумбура була столицею з 1962 по 2018 роки. |
| 56  | Дакар                                                                       | Сенегал                                    | Африка              | |
| 57  | Дакка                                                                       | Бангладеш                                  | Азія                | |
| 58  | Дамаск Джерабулус*                                                          | Сирія                                      | Азія                | Дамаск — офіційна столиця держави, яка контролюється урядом партії Баас. Місто Джерабулус на півночі країни — тимчасове перебування урядових структур Сирійської опозиції, єдиного визнаного Лігою арабських держав та рядом західних держав перехідного коаліційного уряду країни під час громадянської війни. |
| 59  | Делі                                                                        | Індія                                      | Азія                | Колката була столицею Британської Індії до 1911 року. |
| 60  | Джакарта                                                                    | Індонезія                                  | Азія                | |
| 61  | Джибуті                                                                     | Джибуті                                    | Африка              | |
| 62  | Джорджтаун                                                                  | Гаяна                                      | Америка             | |
| 63  | Джуба                                                                       | Південний Судан                            | Африка              | |
| 64  | Ділі                                                                        | Східний Тимор                              | Азія                | |
| 65  | Додома (офіційна) Дар-ес-Салам (де-факто)                                   | Танзанія                                   | Африка              | Дар-ес-Салам , як колишня столиця і найбільше місто країни залишається місцем резиденції уряду, президента, вищого суду і ряду дипломатичних місій закордонних держав. |
| 66  | Доха                                                                        | Катар                                      | Азія                | |
| 67  | Дублін                                                                      | Ірландія                                   | Європа              | |
| 68  | Душанбе                                                                     | Таджикистан                                | Азія                | |
| 69  | Ель-Кувейт                                                                  | Кувейт                                     | Азія                | |
| 70  | Ер-Ріяд                                                                     | Саудівська Аравія                          | Азія                | |
| 71  | Єреван                                                                      | Вірменія                                   | Азія                | |
| 72  | Єрусалим (спірний статус)                                                   | Ізраїль (де-факто) Палестина (проголошено) | Азія                | Згідно із «Законом про Єрусалим» місто слугує офіційною столицею і місцем перебування урядових структур держави Ізраїль. Резолюція Ради Безпеки ООН 478 від 20 серпня 1980 року проголосила цей закон недійсним і закликала членів організації відкликати власні дипломатичні місії з Єрусалиму. Більшість країн тримають власні дипломатичні представництва в Тель-Авіві, міжнародно визнаній столиці держави Ізраїль, і пропонують врегулювання питання згідно з планом поділу країни. У травні 2018 року США офіційно визнали Єрусалим столицею Ізраїлю і перенесли до нього власну амбасаду. Палестинська держава офіційно оголосила Східний Єрусалим власною столицею, проте урядові організації продовжують перебувати в Раммалі. |
| 73  | Загреб                                                                      | Хорватія                                   | Європа              | |
| 74  | Ісламабад                                                                   | Пакистан                                   | Азія                | Карачі була першою столицею країни, доки не була перенесена до Равалпінді 1958 року. Равалпінді слугує місцем тимчасового перебування ряду урядових структур доки нова столиця, Ісламабад, розбудовується. |
| 75  | Кабул                                                                       | Афганістан                                 | Азія                | |
| 76  | Кампала                                                                     | Уганда                                     | Африка              | |
| 77  | Канберра                                                                    | Австралія                                  | Австралія і Океанія | |
| 78  | Каракас                                                                     | Венесуела                                  | Америка             | |
| 79  | Кастрі                                                                      | Сент-Люсія                                 | Америка             | |
| 80  | Катманду                                                                    | Непал                                      | Азія                | |
| 81  | Каїр                                                                        | Єгипет                                     | Африка              | |
| 82  | Кишинів                                                                     | Молдова                                    | Європа              | |
| 83  | Київ                                                                        | Україна                                    | Європа              | |
| 84  | Кігалі                                                                      | Руанда                                     | Африка              | |
| 85  | Кінгстаун                                                                   | Сент-Вінсент і Гренадини                   | Америка             | |
| 86  | Кінгстон                                                                    | Ямайка                                     | Америка             | |
| 87  | Кіншаса                                                                     | ДР Конго                                   | Африка              | |
| 88  | Кіто                                                                        | Еквадор                                    | Америка             | Найвища офіційна столиця світу, що лежить на висоті 2850 м над рівнем моря. |
| 89  | Конакрі                                                                     | Гвінея                                     | Африка              | |
| 90  | Копенгаген                                                                  | Данія                                      | Європа              | |
| 91  | Куала-Лумпур (офіційна) Путраджая (адміністративна)                         | Малайзія                                   | Азія                | В офіційній столиці, Куала-Лумпур, знаходиться резиденція короля і засідає парламент. До нового міста Путраджая винесені адміністративні урядові будівлі. |
| 92  | Ломе                                                                        | Того                                       | Африка              | |
| 93  | Лондон                                                                      | Велика Британія                            | Європа              | Згідно з «Актом про унію» від 1707 року Лондон є столицею Англії, а Единбург — столицею Шотландського королівства. |
| 94  | Луанда                                                                      | Ангола                                     | Африка              | |
| 95  | Лусака                                                                      | Замбія                                     | Африка              | |
| 96  | Любляна                                                                     | Словенія                                   | Європа              | |
| 97  | Люксембург                                                                  | Люксембург                                 | Європа              | |
| 98  | Лібревіль                                                                   | Габон                                      | Африка              | |
| 99  | Лілонгве                                                                    | Малаві                                     | Африка              | |
| 100 | Ліма                                                                        | Перу                                       | Америка             | Куско задеклароване «історичною столицею» (ісп. Capital Historica), що є лише символічним жестом, закріпленим у 49 статті перувіанської конституції. |
| 101 | Лісабон                                                                     | Португалія                                 | Європа              | |
| 102 | Маджуро                                                                     | Маршаллові Острови                         | Австралія і Океанія | Самоврядна держава у вільній асоціації із США від 21 жовтня 1986 року. |
| 103 | Мадрид                                                                      | Іспанія                                    | Європа              | |
| 104 | Малабо                                                                      | Екваторіальна Гвінея                       | Африка              | |
| 105 | Мале                                                                        | Мальдіви                                   | Азія                | |
| 106 | Манагуа                                                                     | Нікарагуа                                  | Америка             | |
| 107 | Манама                                                                      | Бахрейн                                    | Азія                | |
| 108 | Маніла                                                                      | Філіппіни                                  | Азія                | |
| 109 | Мапуту                                                                      | Мозамбік                                   | Африка              | |
| 110 | Масеру                                                                      | Лесото                                     | Африка              | |
| 111 | Маскат                                                                      | Оман                                       | Азія                | |
| 112 | Мбабане (адміністративна) Лобамба (парламент, королівська резиденція)       | Есватіні                                   | Африка              | |
| 113 | Мехіко                                                                      | Мексика                                    | Америка             | |
| 114 | Могадішо                                                                    | Сомалі                                     | Африка              | |
| 115 | Монако                                                                      | Монако                                     | Європа              | Місто-держава. |
| 116 | Монровія                                                                    | Ліберія                                    | Африка              | |
| 117 | Монтевідео                                                                  | Уругвай                                    | Америка             | |
| 118 | Мороні                                                                      | Коморські Острови                          | Африка              | |
| 119 | Москва                                                                      | Росія                                      | Європа              | |
| 120 | Мінськ                                                                      | Білорусь                                   | Європа              | |
| 121 | Найп'їдо                                                                    | М'янма                                     | Азія                | |
| 122 | Найробі                                                                     | Кенія                                      | Африка              | |
| 123 | Нассау                                                                      | Багамські Острови                          | Америка             | |
| 124 | Нгерулмуд                                                                   | Палау                                      | Австралія і Океанія | Самоврядна держава у вільній асоціації із США від 1 жовтня 1994 року. |
| 125 | Нджамена                                                                    | Чад                                        | Африка              | |
| 126 | Нуакшот                                                                     | Мавританія                                 | Африка              | |
| 127 | Нукуалофа                                                                   | Тонга                                      | Австралія і Океанія | |
| 128 | Астана                                                                      | Казахстан                                  | Азія                | |
| 129 | Ніамей                                                                      | Нігер                                      | Африка              | |
| 130 | Нікосія                                                                     | Кіпр                                       | Азія                | |
| 131 | Осло                                                                        | Норвегія                                   | Європа              | |
| 132 | Оттава                                                                      | Канада                                     | Америка             | |
| 133 | Палікір                                                                     | Федеративні Штати Мікронезії               | Австралія і Океанія | Самоврядна держава у вільній асоціації із США від 3 листопада 1986 року. |
| 134 | Панама                                                                      | Панама                                     | Америка             | |
| 135 | Парамарибо                                                                  | Суринам                                    | Америка             | |
| 136 | Париж                                                                       | Франція                                    | Європа              | |
| 137 | Пекін                                                                       | КНР                                        | Азія                | |
| 138 | Південна Тарава                                                             | Кірибаті                                   | Австралія і Океанія | |
| 139 | Пномпень                                                                    | Камбоджа                                   | Азія                | |
| 140 | Подгориця (офіційна) Цетине (резиденція президента)                         | Чорногорія                                 | Європа              | |
| 141 | Порт-Віла                                                                   | Вануату                                    | Австралія і Океанія | |
| 142 | Порт-Луї                                                                    | Маврикій                                   | Африка              | |
| 143 | Порт-Морсбі                                                                 | Папуа Нова Гвінея                          | Австралія і Океанія | |
| 144 | Порт-о-Пренс                                                                | Гаїті                                      | Америка             | |
| 145 | Порт-оф-Спейн                                                               | Тринідад і Тобаго                          | Америка             | |
| 146 | Порто-Ново (офіційна) Котону (де-факто)                                     | Бенін                                      | Африка              | |
| 147 | Прага                                                                       | Чехія                                      | Європа              | |
| 148 | Прая                                                                        | Кабо-Верде                                 | Африка              | |
| 149 | Преторія (виконавча влада) Блумфонтейн (верховний суд) Кейптаун (парламент) | ПАР                                        | Африка              | |
| 150 | Пхеньян                                                                     | Північна Корея                             | Азія                | |
| 151 | Рабат                                                                       | Марокко                                    | Африка              | |
| 152 | Рейк'явік                                                                   | Ісландія                                   | Європа              | |
| 153 | Рига                                                                        | Латвія                                     | Європа              | |
| 154 | Рим                                                                         | Італія                                     | Європа              | |
| 155 | Розо                                                                        | Домініка                                   | Америка             | |
| 156 | Сан-Марино                                                                  | Сан-Марино                                 | Європа              | |
| 157 | Сан-Сальвадор                                                               | Сальвадор                                  | Америка             | |
| 158 | Сан-Томе                                                                    | Сан-Томе і Принсіпі                        | Африка              | |
| 159 | Сан-Хосе                                                                    | Коста-Рика                                 | Америка             | |
| 160 | Сана (де-юре) Аден (де-факто, тимчасово)                                    | Ємен                                       | Азія                | Коли столиця країни, місто Сана, була окупована повстанцями-хуситами у лютому 2015 року, урядові організації тимчасово перебрались до Адена. |
| 161 | Санто-Домінго                                                               | Домініканська Республіка                   | Америка             | |
| 162 | Сантьяго (офіційна) Вальпараїсо (парламент)                                 | Чилі                                       | Америка             | |
| 163 | Сараєво                                                                     | Боснія і Герцеговина                       | Європа              | |
| 164 | Сент-Джонс                                                                  | Антигуа і Барбуда                          | Америка             | |
| 165 | Сент-Джорджес                                                               | Гренада                                    | Америка             | |
| 166 | Сеул                                                                        | Південна Корея                             | Азія                | |
| 167 | Скоп'є                                                                      | Північна Македонія                         | Європа              | |
| 168 | Софія                                                                       | Болгарія                                   | Європа              | |
| 169 | Стокгольм                                                                   | Швеція                                     | Європа              | |
| 170 | Сува                                                                        | Фіджі                                      | Австралія і Океанія | |
| 171 | Сукре (де-юре) Ла-Пас (де-факто)                                            | Болівія                                    | Америка             | Ла-Пас найвище у світі місто (3650 м над рівнем моря), що виконує столичні функції. Це вище за офіційну столицю Еквадору, місто Кіто. |
| 172 | Сінгапур                                                                    | Сінгапур                                   | Азія                | Місто-держава. |
| 173 | Таллінн                                                                     | Естонія                                    | Європа              | |
| 174 | Ташкент                                                                     | Узбекистан                                 | Азія                | |
| 175 | Тбілісі (офіційна) Кутаїсі (парламент)                                      | Грузія                                     | Азія                | |
| 176 | Тегеран                                                                     | Іран                                       | Азія                | |
| 177 | Тегусігальпа                                                                | Гондурас                                   | Америка             | |
| 178 | Тирана                                                                      | Албанія                                    | Європа              | |
| 179 | Токіо                                                                       | Японія                                     | Азія                | |
| 180 | Триполі                                                                     | Лівія                                      | Африка              | |
| 181 | Туніс                                                                       | Туніс                                      | Африка              | |
| 182 | Тхімпху                                                                     | Бутан                                      | Азія                | |
| 183 | Уагадугу                                                                    | Буркіна-Фасо                               | Африка              | |
| 184 | Улан-Батор                                                                  | Монголія                                   | Азія                | |
| 185 | Фрітаун                                                                     | Сьєрра-Леоне                               | Африка              | |
| 186 | Фунафуті                                                                    | Тувалу                                     | Австралія і Океанія | |
| 187 | Ханой                                                                       | В'єтнам                                    | Азія                | |
| 188 | Хараре                                                                      | Зімбабве                                   | Африка              | |
| 189 | Хартум                                                                      | Судан                                      | Африка              | |
| 190 | Хоніара                                                                     | Соломонові Острови                         | Австралія і Океанія | |
| 191 | Шрі-Джаяварденепура-Котте (офіційна) Коломбо (де-факто)                     | Шрі-Ланка                                  | Азія                | Коломбо виконувало роль столиці до 1980 року, проте й досі більшість урядових організацій залишаються в старій столиці, що також слугує фінансовим центром країни. |
| 192 | Ямусукро (офіційна) Абіджан (де-факто)                                      | Кот-д'Івуар                                | Африка              | Абіджан, колишня столиця, залишається місцем перебування більшості урядових організацій. |
| 193 | Ярен (де-факто)                                                             | Науру                                      | Австралія і Океанія | У країні не визначено офіційної столиці. Урядові організації перебувають в окрузі Ярен. |
| 194 | Яунде                                                                       | Камерун                                    | Африка              | |

## Залежні країни
| №  | Столиця                             | Країна                                              | Примітки |
| -- | ----------------------------------- | --------------------------------------------------- | --- |
| 1  | Аваруа                              | Острови Кука                                        | Самоврядна держава у вільній асоціації з Новою Зеландією. |
| 2  | Адамстаун                           | Піткерн                                             | Британська заморська територія. |
| 3  | Алофі                               | Ніуе                                                | Самоврядна країна у вільній асоціації з Новою Зеландією. |
| 4  | Валлі                               | Ангілья                                             | Британська заморська територія. |
| 5  | Віллемстад                          | Кюрасао                                             | Самоврядна країна в складі королівства Нідерландів. |
| 6  | Гамільтон                           | Бермудські Острови                                  | Британська заморська територія. |
| 7  | Густавія                            | Сен-Бартелемі                                       | Заморська спільнота Франції. |
| 8  | Гібралтар                           | Гібралтар                                           | Британська заморська територія. |
| 9  | Джеймстаун                          | Острови Святої Єлени, Вознесіння і Тристан-да-Кунья | Британська заморська територія. |
| 10 | Джорджтаун                          | Кайманові Острови                                   | Британська заморська територія. |
| 11 | Джорджтаун                          | Острів Вознесіння                                   | Частина британської заморської території Острови Святої Єлени, Вознесіння і Тристан-да-Кунья. |
| 12 | Дуглас                              | Острів Мен                                          | Коронне володіння британської корони. |
| 13 | Единбург Семи Морів                 | Тристан-да-Кунья                                    | Частина британської заморської території Острови Святої Єлени, Вознесіння і Тристан-да-Кунья. |
| 14 | Епіскопі                            | Акротирі і Декелія                                  | Британська заморська територія. |
| 15 | Західний острів                     | Кокосові острови                                    | Зовнішня територія Австралії. |
| 16 | Кінг-Едвард-Пойнт                   | Південна Джорджія та Південні Сандвічеві Острови    | Британська заморська територія. |
| 17 | Кінгстон                            | Острів Норфолк                                      | Зовнішня територія Австралії. |
| 18 | Коберн-Таун                         | Острови Теркс і Кайкос                              | Британська заморська територія. |
| 19 | Маріго                              | Сен-Мартен                                          | Заморська спільнота Франції. |
| 20 | Мата-Уту                            | Волліс і Футуна                                     | Заморська спільнота Франції. |
| 21 | Нумеа                               | Нова Каледонія                                      | Своєрідна спільнота Франції. |
| 22 | Нуук (Готхоб)                       | Гренландія                                          | Самоврядна країна в складі королівства Данія. |
| 23 | Ораньєстад                          | Аруба                                               | Самоврядна країна в складі королівства Нідерландів. |
| 24 | Паго-Паго                           | Американське Самоа                                  | Територія США. |
| 25 | Папеете                             | Французька Полінезія                                | Заморська спільнота Франції. |
| 26 | Плімут (офіційна) Брейдс (де-факто) | Монтсеррат                                          | Британська заморська територія. Плімут був залишений після катастрофічного виверження вулкана Суфрієр 1997 року. Урядові організації були перенесені до поселення Брейдс у північно-західній частині острова. |
| 27 | Порт-Стенлі                         | Фолклендські Острови                                | Британська заморська територія. |
| 28 | Род-Таун                            | Британські Віргінські Острови                       | Британська заморська територія. |
| 29 | Сайпан                              | Північні Маріанські Острови                         | Територія США. |
| 30 | Сан-Хуан                            | Пуерто-Рико                                         | Територія США. |
| 31 | Сен-П'єр                            | Сен-П'єр і Мікелон                                  | Заморська спільнота Франції. |
| 32 | Сент-Гелієр                         | Джерсі                                              | Коронне володіння британської корони. |
| 33 | Сент-Пітер-Порт                     | Гернсі                                              | Коронне володіння британської корони. |
| 34 | Торсгавн                            | Фарерські острови                                   | Самоврядна країна в складі королівства Данія. |
| 35 | Флаїнг-Фіш-Коув                     | Острів Різдва                                       | Зовнішня територія Австралії. |
| 36 | Філіпсбург                          | Сінт-Мартен                                         | Самоврядна країна в складі королівства Нідерландів. |
| 37 | Хагатна                             | Гуам                                                | Територія США. |
| 38 | Ханга-Роа                           | Острів Пасхи                                        | Особлива територія Чилі. |
| 39 | Шарлотта-Амалія                     | Американські Віргінські Острови                     | Територія США. |

## Невизнані та частково визнані держави
| №  | Столиця                                   | Країна                        | Примітки |
| -- | ----------------------------------------- | ----------------------------- | --- |
| 1  | Ель-Аюн (проголошена) Тифариті (де-факто) | Західна Сахара [c]            | Арабська Демократична Республіка Сахраві (САДР) визнана урядами 82 держав. Більшість території на яку вона претендує окуповано Марокко. У Тифариті тимчасово перебуває уряд САДР. Ряд урядових і військових організацій держави перебувають у таборі біженців у Тіндуфі (Алжир). |
| 2  | Лефкоша (Нікосія)                         | Північний Кіпр                | Самопроголошена держава на півночі Кіпру. Визнана єдиною країною-членом ООН, що її підтримує — Туреччиною. |
| 3  | Приштина                                  | Косово                        | Де-факто незалежна держава, визнана 113 з 193 країн-членів ООН і Тайванем. Сербія і ряд країн (у тому числі й Україна) продовжують вважати Косово частиною Сербії, як Автономний край Косово і Метохію. |
| 4  | Рамалла (де-факто) Єрусалим (проголошено) | Палестина                     | Державу Палестина визнали 138 з 194 незалежних держав світу. Має статус держави-спостерігача при ООН з 29 листопада 2012 року. |
| 5  | Степанакерт (Ханкенді)                    | Нагірно-Карабаська Республіка | Самопроголошена держава на території Азербайджану, не визнана жодною з держав-членів ООН, навіть Вірменією, що її підтримує. |
| 6  | Сухум (Сухумі)                            | Республіка Абхазія            | Самопроголошена держава, де-юре частина Грузії. Визнана рядом країн-членів ООН: Росією, Нікарагуа, Науру, Венесуелою. |
| 7  | Тайбей                                    | Республіка Китай              | Офіційно уряд Республіки Китай (Тайвань) з 1949 року змагається з Китайською Народною Республікою за виключне право представляти китайську націю й урядувати над усім Китаєм. Тайвань контролює острів Тайвань і ряд прилеглих невеликих архіпелагів і островів. Республіка Китай 1971 року була позбавлена права представляти весь Китай в ООН та його дочірніх організаціях на користь КНР, проте вона продовжує брати участь в роботі деяких з них (Всесвітня організація охорони здоров'я, Світова організація торгівлі, Міжнародний олімпійський комітет та ін.), здебільшого під нейтральною назвою «Китайський Тайбей». ООН визнає Тайвань, як особливу провінцію КНР, що є невід'ємною його складовою. |
| 8  | Тирасполь                                 | Придністров'я                 | Самопроголошена, невизнана жодною з країн-членів ООН держава переважно на лівому березі Дністра, де-юре частина Молдови. |
| 9  | Харгейса                                  | Сомаліленд                    | Самопроголошена, невизнана жодною з країн-членів ООН держава, де-юре частина Сомалі. |
| 10 | Цхінвал (Цхінвалі)                        | Південна Осетія               | Самопроголошена держава, де-юре частина Грузії. Визнана рядом країн-членів ООН: Росією, Нікарагуа, Науру, Венесуелою. |